# Venom (album)
Pour les articles homonymes, voir Venom.
Albums de Bullet for My Valentine
Temper Temper
(2013) Gravity
(2018)
Singles
1. Raising Hell
Sortie : 18 novembre 2013
2. No Way Out
Sortie : 18 mai 2015
3. You Want a Battle? (Here's a War)
Sortie : 24 juin 2015
4. Army of Noise
Sortie : 17 juillet 2015

Venom est le cinquième album studio du groupe gallois de heavy metal Bullet for My Valentine sorti le 14 août 2015 sur le label RCA Records. C'est le dernier album sur ce label, le dernier avec le batteur historique du groupe Moose.

## Liste des pistes
| No  | Titre                                       | Durée |
| --- | ------------------------------------------- | ----- |
| 1.  | V                                           | 1:25  |
| 2.  | No Way Out                                  | 3:56  |
| 3.  | Army of Noise                               | 4:18  |
| 4.  | Worthless                                   | 3:16  |
| 5.  | You Want a Battle? (Here's a War)           | 4:14  |
| 6.  | Broken                                      | 3:41  |
| 7.  | Venom                                       | 3:47  |
| 8.  | The Harder the Heart (The Harder It Breaks) | 3:58  |
| 9.  | Skin                                        | 4:01  |
| 10. | Hell or High Water                          | 4:36  |
| 11. | Pariah                                      | 3:45  |